# سنفورد ۵۷۳۶
سیارک ۵۷۳۶ (به انگلیسی: 5736 Sanford، نامگذاری:1989LW) پنج هزار و هفتصد و سی و ششمین سیارک کشف شده‌است که در ۶ ژوئن ۱۹۸۹ کشف شد.
قدر مطلق سیارک برابر ۱۳٫۴۰ است.